# ديلان كرامر
ديلان كرامر هو عازف ساكسفون كندي، ولد في 21 يناير 1958.